# Ciceu-Poieni, Bistrița-Năsăud
Ciceu-Poieni este un sat în comuna Căianu Mic din județul Bistrița-Năsăud, Transilvania, România.